# Чернышёв, Александр Алексеевич
Александр Алексеевич Чернышёв (9 [21] августа 1882 года — 18 апреля 1940, Ленинград) — советский учёный, электротехник.
Академик Академии наук СССР (29.03.1932, член-корреспондент с 31.01.1929).
Лауреат премии имени В. И. Ленина (1930).

## Биография
Родился в с. Ловень Городнянского уезда Черниговской губернии в семье юриста.
С золотой медалью окончил Немировскую гимназию. Окончил электромеханическое отделение Петербургского политехнического института, где учился в 1902—1907 годах, инженер-электрик. Был оставлен в институте для подготовки к профессорской деятельности.
За работы в области высоковольтной электротехники отмечен медалью Русского технического общества и премией имени К. Ф. Сименса (1912).
В 1913 году защитил диссертацию «Абсолютные измерения в высоковольтных цепях». В последующие годы принимал участие в работах по электрификации железных дорог, после революции — в разработке плана ГОЭЛРО.
С 1919 года по 1929-й годы был заведующим кафедрой радиотехники. Проработал в Петербургском политехническом институте до конца жизни.
С осени 1918 года вместе с А. Ф. Иоффе занимался организацией Государственного физико-технического института, где занял должность заместителя директора и заведующего
техническим отделом. Работал также в ряде других учреждений Академии наук СССР. В 1927—1934 годах принимал участие в составлении «Технической энциклопедии» в 26-и томах под редакцией Л. К. Мартенса, автор статей по тематике «электротехника». В 1932—1935 годах был директором Ленинградского электрофизического института (ЛЭФИ). 3 октября 1933 года в связи с 15-летием физико-химического института Приказом Наркомтяжпрома премирован личным автомобилем. Стоял у истоков создания Всесоюзного научно-исследовательского института телевидения.

## Научные труды
Основные научные труды посвящены проблемам техники высоких напряжений и радиотехники. Кроме того занимался проблемами телевидения, электрификации железных дорог и историей электротехники.
- Абсолютные измерения в высоковольтных цепях. — Санкт-Петербург: типография М. М. Стасюлевича. — 1913.
- Единая высоковольтная сеть СССР. — Ленинград: издательство и типография Академии наук. — 1931.
- Электро-энергетические проблемы Урало-Кузбасского комбината. — Ленинград: издательство и типография Академии наук СССР, 1933.
- Traits distinctifs du systeme de l’electrification de l’URSS. — Krjijanowsky de l' Academie des sciences de l’URSS. — 1935.
- Автоматика и телемеханика — техника социализма [Текст]. — Москва: ВСНИТО (Всесоюзный совет научно-инженерных технических обществ) — 1937.
- Фотоэлементы и элементы со вторичной эмиссией. / Отв. ред. акад. А. А. Чернышёв. — Москва; Ленинград: Издательство Академии наук СССР. — 1937.
- Электрофизика // Математика и естествознание в СССР. М.; Л., 1938. — С. 284—509.

## Изобретения
- Разрядник для защиты линий слабого тока от перенапряжений[5],[источник не указан 2224 дня]
- «Ловушка Чернышёва» — устройство для поглощения энергии перенапряжения,
- Патент СССР № 159. «Катодное реле»
- Патент СССР № 266 «Способ нагрева эквипотенциального катода в электронных вакуумных реле».
- Парамасленный насос для получения высокого вакуума,[источник не указан 2224 дня]
- Передающая телевизионная трубка с использованием явления внутреннего фотоэффекта — прототип видикона (1925)[6].

Всего А. А. Чернышёвым было опубликовано около 100 работ и получено 42 патента и авторских свидетельства на изобретения.